# TinEye

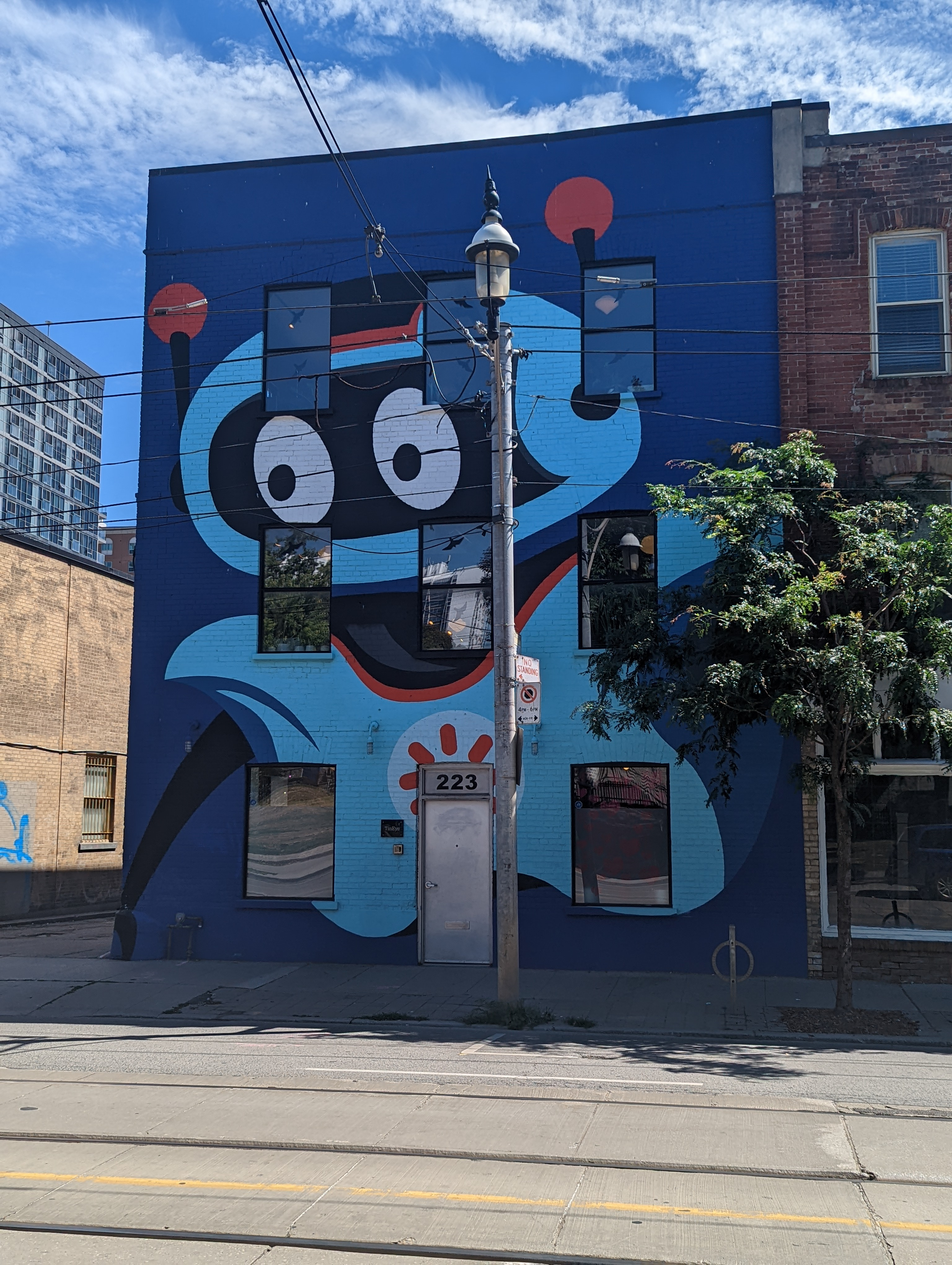
Маскот TinEye, изображённый на фасаде здания

TinEye (произносится [тин ай]) — поисковая система, специализирующаяся на поиске изображений в Интернете. Создана канадской компанией Idée Inc. 6 мая 2008 года.

## История
С помощью TinEye была установлена личность неизвестного солдата по фотографии, сделанной в Нормандии. Удалось найти файл на одном из американских сайтов с полным списком изображённых на фотографии людей.

## Характеристики
TinEye позволяет находить в Интернете изображения, похожие на изображение-образец. Для получения результата в качестве образца достаточно даже миниатюры файла с низким разрешением. Поисковый индекс TinEye насчитывает свыше 46 млрд изображений. 
Имеются плагины для браузеров Firefox, Internet Explorer, Opera и Google Chrome, а также букмарклет для любых браузеров.
По заявлениям, в будущем планируется возможность подписки на уведомления о появлении в Интернете новых копий изображения и одновременный поиск по нескольким изображениям
Дополнительная информация
1. Google Images:[7] Google предлагает официальное приложение «Изображения» для iOS и Android. Он обеспечивает беспрепятственный доступ ко всем функциям Google Images, включая инструмент обратного поиска изображений. Вы можете начать поиск с помощью фотопленки или веб-страницы, чтобы узнать, где еще в Интернете появляется фотография. Bing Image Match:[7] приложение

Microsoft Bing Image Match,  обеспечивает быстрый и точный  поиск изображений в базе данных Bing, содержащей более 11 миллиардов изображений. Вы можете импортировать фотографии из фотопленки или использовать камеру, чтобы сделать новую фотографию для поиска.
Яндекс.Картинки. Приложение Яндекс.Картинки делает  поиск изображений очень доступным благодаря простому рабочему процессу «наведи и снимай». Вы можете открыть приложение, включить доступ к камере и сделать снимок или выбрать его на своем устройстве. Приложение отображает веб-сайты, социальные сети и другие места, где ваше изображение появляется, с помощью Яндекса, ведущей поисковой системы в России. 
Labnol: этот оптимизированный инструмент от веб-эксперта Амита Агарвала объединяет результаты из Google, Bing, Yandex, TinEye и Baidu в одном месте для удобного просмотра. Он обеспечивает поиск в один клик и расширения для браузера, что делает его чрезвычайно удобным. Благодаря подсказке «Страницы, использующие это изображение», вы можете быстро оценить распространенность изображения. Проект идентификации изображения: предлагается лабораторией компьютерного зрения Университета  Калифорния, Сан-Диего, этот инструмент  поиска изображений предоставляет подробную информацию о содержании изображения. Вместо простого поиска дубликатов он выделяет объекты, места, текст и многое другое, найденное на фотографии, предоставляя ценные подсказки для отслеживания исходного источника и владельца изображения.  
IQDB.org: IQDB — это простая поисковаистема по обратным изображениям, которая проверяет широкий спектр досок изображений и галерей для выявления дубликатов. Он позволяет указать точный размер изображений, предотвращая путаницу с миниатюрами или правками